# Drapetisca oteroana
Drapetisca oteroana är en spindelart som beskrevs av Willis J. Gertsch 1951. Drapetisca oteroana ingår i släktet Drapetisca och familjen täckvävarspindlar. Inga underarter finns listade i Catalogue of Life.